# Roberto Ballesteros

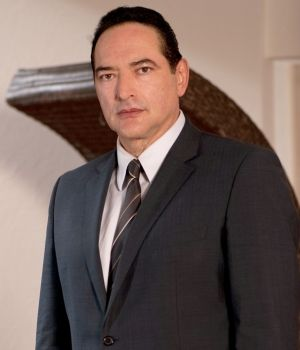

Roberto Ballesteros (né le 22 mars 1959) est un acteur péruvien connu surtout par le monde des telenovelas mexicaines. Il est l'oncle de Sandra Ballesteros et le cousin de Jorge Ballesteros.

## Carrière
Roberto Ballesteros a travaillé avec des producteurs comme Valentín Pimstein, Angelli Nesma et Salvador Mejía en incarnant des antagonistes dans leurs telenovelas.
Roberto se distingue par ses rôles d'antagoniste. Tout le long de sa carrière il a participé à 20 films et 40 telenovelas dont Vivir un poco, Quinceañera, Rosa salvaje, Simplemente María, La Pícara Soñadora, Maria la del barrio, La antorcha encendida, Cañaveral de pasiones, María Isabel, Palabra de mujer et Camaleones.
En 2010, il interprète Bernardo Izquierdo dans le mélodrame de Angelli Nesma intitulé Llena de amor.
En 2012, Rosy Ocampo l'invite à intégrer l'équipe artistique de Por ella soy Eva aux côtés de Lucero, Jaime Camil, Marcelo Córdoba et Mariana Seoane. Il interprète un individu corrompu qui meurt électrocuté par Onésimo qui est interprété par Luis Manuel Avila. Au milieu de cette même année, Salvador Mejía lui demande de participer à Qué bonito amor, une nouvelle version de La hija del mariachi, au côté de Jorge Salinas, Danna García, Pablo Montero, Juan Ferrara et Angélica María.

## Filmographie

### Telenovelas
- 1978 : Viviana : José Aparicio
- 1979 : Los ricos también lloran : Camarero
- 1980 : Colorina : Julián Saldívar
- 1980 : Verónica : Lisandro
- 1980 : Soledad : Martín
- 1983 : Cuando los hijos se van : Julio Francisco "Kiko" Mendoza
- 1983 : Amalia Batista : Macario
- 1983 : Pobre señorita Limantour : Germán
- 1984 : Los años felices : Angelo
- 1985 : Vivir un poco : Marcos Llanos del Toro
- 1987 : Pobre juventud : Néstor de la Peña
- 1987-1988 : Rosa salvaje : Dr. Germán Laprida
- 1987-1988 : Quinceañera : Antonio
- 1989-1990 : Simplemente María : Arturo D'Angelle (Antagoniste)
- 1990 : Mi pequeña Soledad : Mateo Villaseñor (Antagoniste)
- 1991 : La Pícara Soñadora : Adolfo Molina
- 1992-1993 : María Mercedes : Cordelio Cordero Manso (Antagoniste)
- 1994-1995 : El vuelo del águila : Vicente Guerrero
- 1995 : Bajo un mismo rostro : César
- 1995 : María la del barrio : Fantasma
- 1995 : Maria José : Joel
- 1996 : La antorcha encendida : Vicente Guerrero
- 1996 : Cañaveral de pasiones : Rufino Mendoza (Antagoniste)
- 1997 : Mi querida Isabel : Federico
- 1997 : María Isabel : Armando Noguera (Antagoniste)
- 1998 : Rencor apasionado : Carmelo Camacho
- 1998 : Preciosa : Sandor (Antagoniste)
- 1998-1999 : El diario de Daniela : Arturo Barto (Antagoniste)
- 1999 : Cuento de Navidad : Gonzalo / Sr. Penumbra
- 1999 : Por tu amor : Sandro Valle
- 2000-2001 : El precio de tu amor : Rodolfo Galván (Antagoniste)
- 2001 : Mujer bonita : Servando
- 2001 : Sin pecado concebido : Teniente Epigmenio Nava (Antagoniste)
- 2001 : Navidad sin fin : Casimiro
- 2003 : Niña amada mía : Melchor Arrieta (Antagoniste)
- 2004 : Amar otra vez : Julio Morales
- 2004 : Amarte es mi pecado : Marcelo Previni (Antagoniste)
- 2005 : Apuesta por un amor : Justo Hernández (Antagoniste)
- 2005 : Contra viento y marea : Arcadio
- 2005 : La esposa virgen : Cristóbal (Antagoniste)
- 2006-2007 : Código postal : Bruno Zubieta
- 2007-2008 : Palabra de mujer : Genaro Arreola
- 2009-2010 : Camaleones : Ricardo Calderón
- 2010 : Llena de amor : Bernardo Izquierdo (Antagoniste)
- 2012 : Por ella soy Eva : Lic. Raúl Mendoza (Antagoniste)
- 2012-2013 : Qué bonito amor : Commandant Leonardo Derecho
- 2014-2015 : Hasta el fin del mundo : Félix Tavares
- 2015 : Lo imperdonable : Joaquín Arroyo

### Séries télévisées
- 1988 : Hora marcada
- 1989-2003 : Mujer, casos de la vida real
- 2004 : Hospital El Paisa : Sr. Amado Carrito
- 2006 : Vecinos : Delegado Zarate
- 2007 : XHDRBZ : Gerente de banco
- 2007 : El Pantera : El Gallo
- 2009 : Soledad, Cautiva : Jorge
- 2009 : Mujeres asesinas
- 2012 : Adictos
- 2014 : Quien haga mal espera tal : Lisandro
- 2014 : Como dice el dicho